# The Program (film, 2015)
Pour les articles homonymes, voir The Program.
Pour plus de détails, voir Fiche technique et Distribution.
The Program est un film biographique franco-britannique réalisé par Stephen Frears, sorti en 2015. Ce film traite des faits de dopage commis par le coureur cycliste américain Lance Armstrong.
Le film est adapté du livre Sept péchés capitaux : à la poursuite de Lance Armstrong du journaliste sportif et d'investigation David Walsh.
Le film débute par l'édition 1994 de la Flèche wallonne, marquée par le triplé de l'équipe Gewiss-Ballan. La course est remportée pour la troisième fois par Moreno Argentin devant ses coéquipiers Giorgio Furlan et Evgeni Berzin, après s'être échappés du peloton à 72 kilomètres de l'arrivée, pour ne plus jamais être rattrapés. Après la course, la performance dominante des coureurs Gewiss a suscité des soupçons. Leur médecin d'équipe, Michele Ferrari, a été interviewé par le journal L'Équipe le lendemain de la course et a répondu à des questions sur l'érythropoïétine (EPO), une substance utilisée à des fins de dopage. Parlant des dangers de l'EPO, Ferrari a déclaré qu'il ne le considérait pas plus dangereux que « dix litres de jus d'orange »,.

## Synopsis
Lance Armstrong, bon coureur cycliste, a les plus grandes ambitions. Un jour, il sollicite un entretien avec le Dr Michele Ferrari, médecin des stars du sport. Celui-ci l'examine brièvement et lui révèle qu'il n'aura jamais l'étoffe d'un grand champion, du fait de sa morphologie et surtout parce qu'il n'a pas suffisamment d'oxygène dans le sang, pronostic confirmé par les quelques courses auxquelles Lance participe par la suite. Au cours de cet entretien, Ferrari évoque l'existence d'un dopant miracle et indétectable : l'EPO (érythropoïétine).
Lance et quelques-uns de ses coéquipiers commencent à en prendre de manière anarchique et artisanale lorsqu'il apprend une nouvelle terrible : il a un cancer de stade 3 à un testicule avec des métastases au cerveau. Soigné, il est sauvé de justesse, récupère progressivement et reprend l'entraînement.
Il retourne voir le Dr Ferrari qui accepte de le prendre en main de manière scientifique. Les résultats ne tardent pas à se faire sentir et, dès lors, Lance accomplit des exploits extraordinaires.
Le journaliste sportif irlandais David Walsh est convaincu que les performances de Lance Armstrong lors de ses victoires au Tour de France sont alimentées par des substances interdites. Avec cette conviction, il commence la chasse aux preuves. Mais Lance réussit à passer au travers des gouttes, confond ses accusateurs et remportera le Tour de France sept ans de suite. C'est seulement après cette série sans précédent de victoires qu'il sera confondu, notamment grâce aux aveux d'un de ses anciens coéquipiers : Floyd Landis.

## Fiche technique
Sauf indication contraire, les informations mentionnées dans cette section peuvent être confirmées par la base de données cinématographiques IMDb,  présente dans la section « Liens externes ».
- Titre original et français : The Program
- Titre de travail : Icon
- Réalisation : Stephen Frears
- Scénario : John Hodge, d'après Sept péchés capitaux : à la poursuite de Lance Armstrong (Seven Deadly Sins: My Pursuit of Lance Armstrong) de David Walsh paru en 2012 (trad. française en 2014 chez Talent sport)
- Direction artistique : Andrew Rothschild et Denis Schnegg
- Décors : Alan MacDonald
- Costumes : Jane Petrie
- Photographie : Danny Cohen
- Montage : Valerio Bonelli
- Musique : Alex Heffes et Rebecca Dale
- Son : Peter Lindsay
- Production : Eric Fellner, Tim Bevan, Tracey Seaward et Kate Solomon
- Sociétés de production : Studiocanal et Working Title Films
- Sociétés de distribution : Studiocanal (France)
- Pays d'origine :  Royaume-Uni,  France
- Langue originale : anglais
- Genre : film biographique, dramatique et sportif
- Durée : 103 minutes
- Dates de sortie[4] :
  -  Canada : 2015 : 13 septembre 2015 (Festival international du film de Toronto)
  -  Royaume-Uni,  France : 16 septembre 2015

## Distribution
- Ben Foster (VF : Jean-Christophe Dollé) : Lance Armstrong
- Chris O'Dowd (VF : Arnaud Léonard) : David Walsh
- Lee Pace (VF : Anatole de Bodinat) : Bill Stapleton
- Guillaume Canet (VF : lui-même) : le médecin Michele Ferrari
- Dustin Hoffman (VF : Dominique Collignon-Maurin) : Bob Hamman, le président de la compagnie d'assurances SCA
- Elaine Cassidy : Betsy Andreu
- Jesse Plemons (VF : Alexis Tomassian) : Floyd Landis
- Denis Ménochet (VF : lui-même) : Johan Bruyneel
- Laura Donnelly : Emma O'Reilly (en)
- Edward Hogg (VF : Rémi Caillebot) : Frankie Andreu
- Julien Vialon : John Lelangue
- Nicolas Robin : Christophe Bassons
- Lucien Guignard : Alberto Contador
- J. D. Evermore : le directeur général de Tailwind (en)
- Todd Terry : le directeur chez Tailwind
- Chiké Okonkwo (VF : Namakan Koné) : le jeune docteur
- Lesa Thurman (VF : Catherine Artigala) : la femme dans la librairie
- Kevin Hulsmans : Filippo Simeoni
- Sam Hoare : Stephen Swart
- John Schwab : Travis Tygart
- Chloe Hayward: Kristin Richard
- Michael G. Wilson : le docteur qui opère Lance
- Rosa Bursztein : pharmacienne

 Source et légende : version française (VF) sur RS Doublage

## Production
Afin de recréer au mieux l'ambiance du cyclisme professionnel, plusieurs coureurs apparaissent dans le film, tels que Servais Knaven, Andreas Klier, Dirk Bellemakers, Thomas Dekker, Liam Holohan, Yanto Barker, Joan Horrach ou encore Kevin Hulsmans dans le rôle de Filippo Simeoni, qui a eu une altercation avec Lance Armstrong pendant le Tour de France 2004. David Millar, également ancien cycliste professionnel est engagé en tant que consultant technique.

## Polémique
Pierre Ballester qui a enquêté avec David Walsh relève que ce film occulte sa participation : « Ils peuvent scénariser comme ils l’entendent et faire de David le journaliste contre le reste du monde mais ils ne peuvent pas maquiller ou travestir la réalité des faits : nous étions deux, à 50-50, dans l’écriture comme dans les emmerdements. » Pour son avocat Thibault de Montbrial « Ils ont gommé d’un trait toute la composante française de l’enquête. » Pour le journal L'Équipe, « Le film se focalise sur la relation entre ce journaliste irlandais et le coureur américain. Avec un raccourci : Walsh est présenté comme un enquêteur solitaire travaillant à l’encontre du reste de la presse [...]. The Program oublie notamment Pierre Ballester, ancien journaliste de L'Équipe et co-auteur de deux enquêtes avec Walsh (LA Confidentiel en 2004 et LA Officiel en 2006). [...]. Le film zappe d’autres épisodes-clés dans la chute d’Armstrong comme la révélation en 2005 par L'Équipe de prise d’EPO lors du Tour de France 1999, après une enquête de Damien Ressiot. »